# Chiesa dell'Assunta (Nulvi)
La chiesa dell'Assunta è un edificio religioso situato a Nulvi, centro abitato della Sardegna settentrionale.
Edificata nel XIV secolo e consacrata al culto cattolico, divenne parrocchia su quimbe de abrile de su annu 1605, il 5 aprile del 1605. Fa parte della diocesi di Tempio-Ampurias.

## Galleria d'immagini

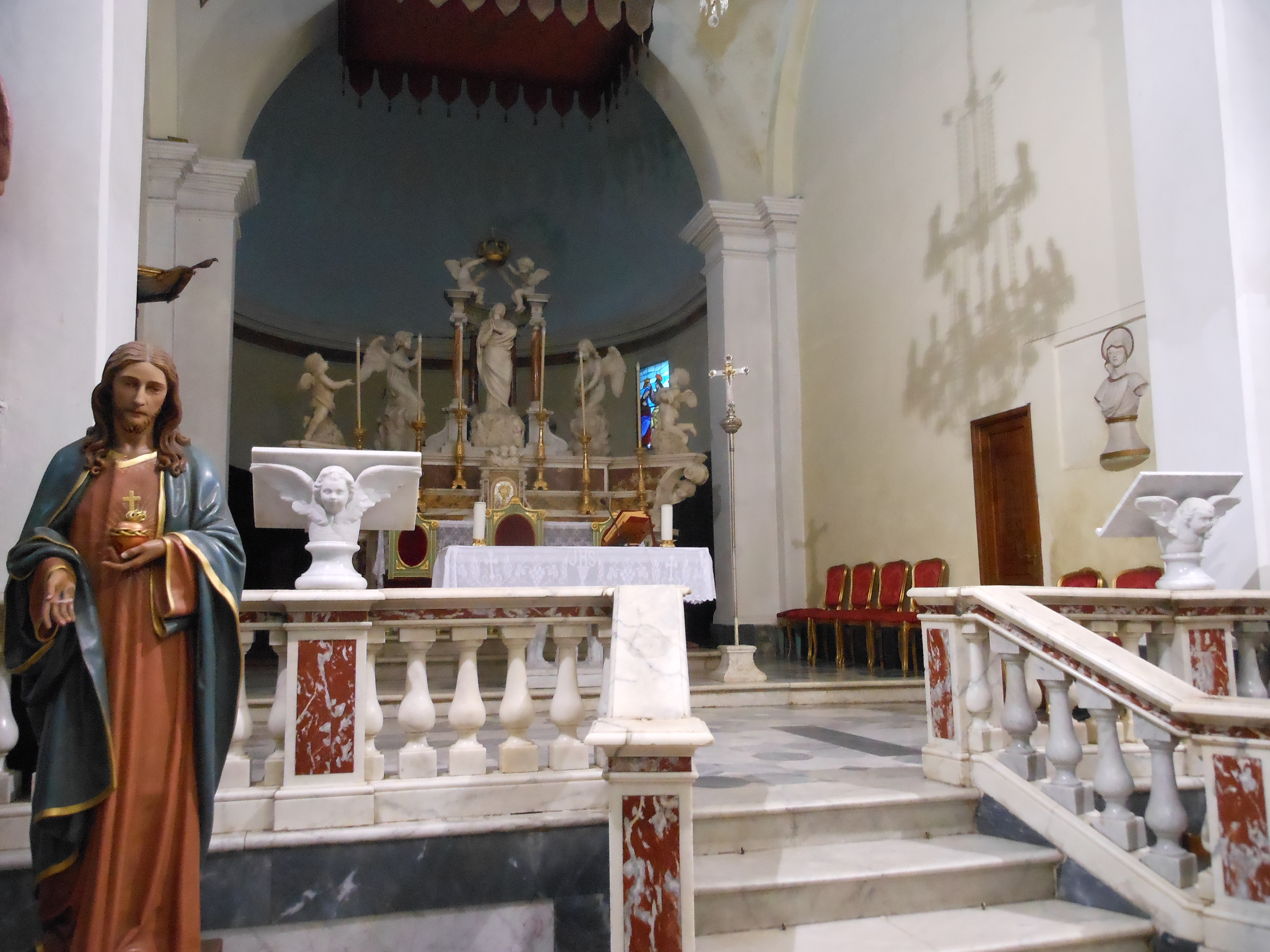
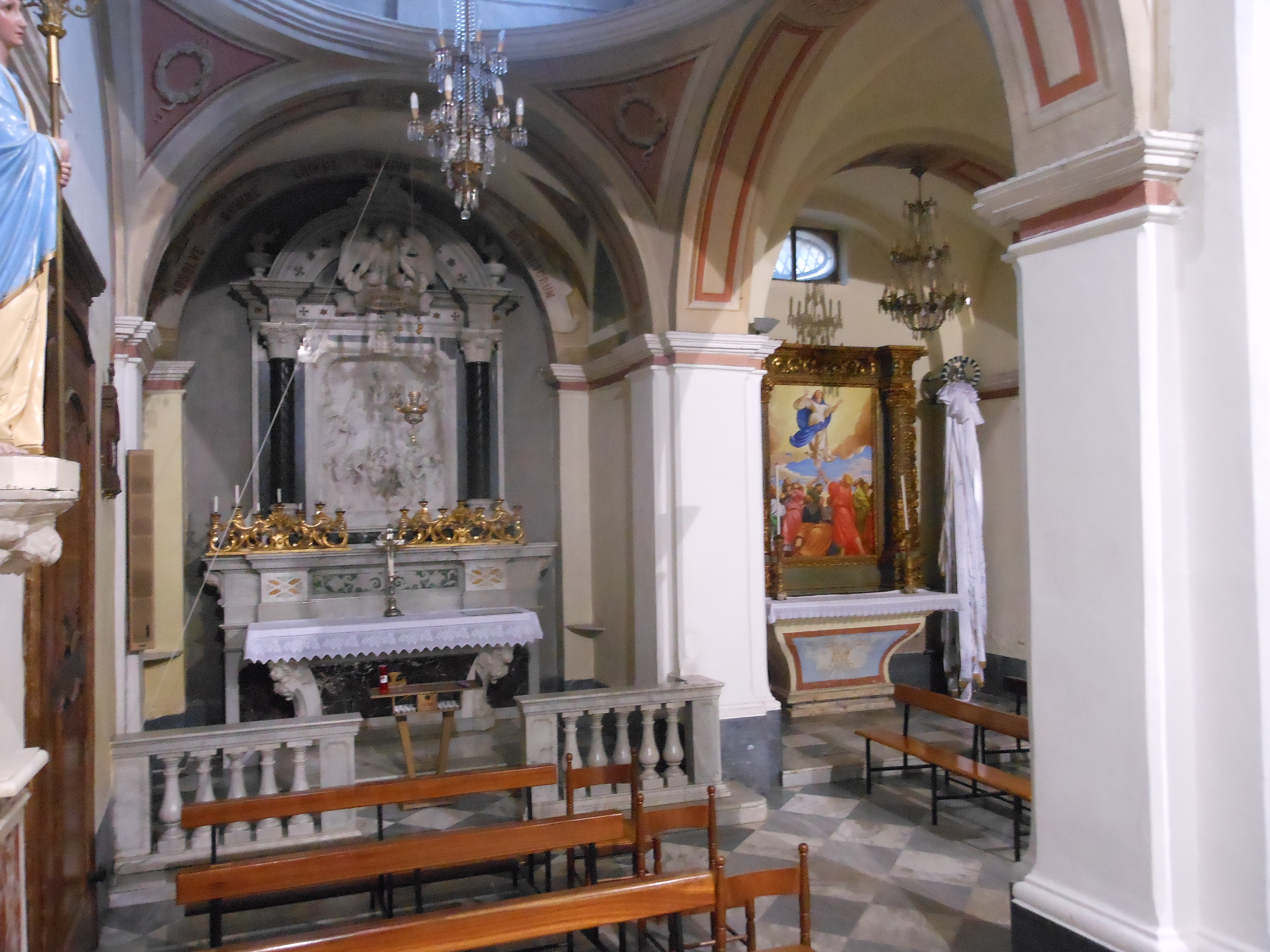
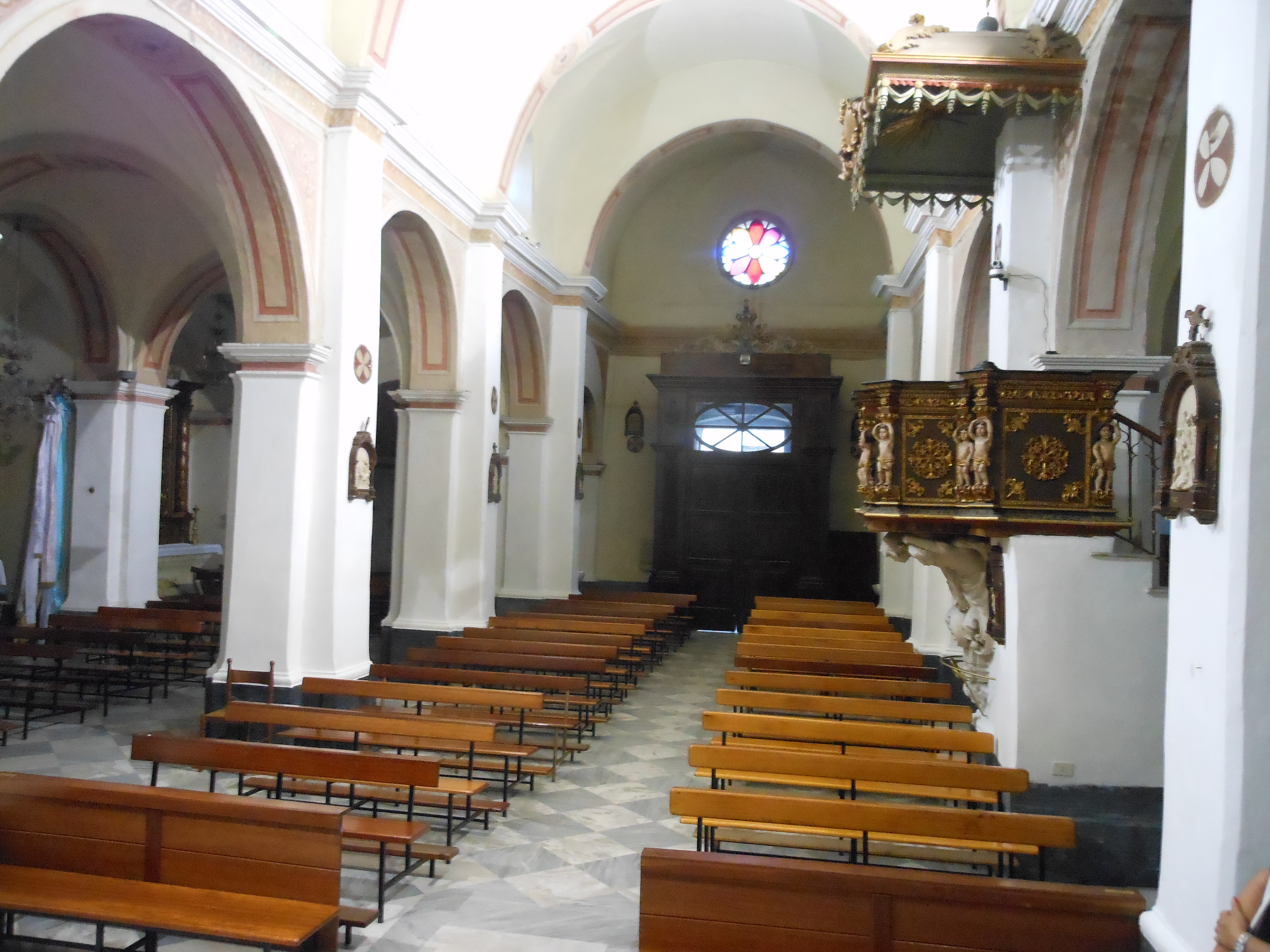
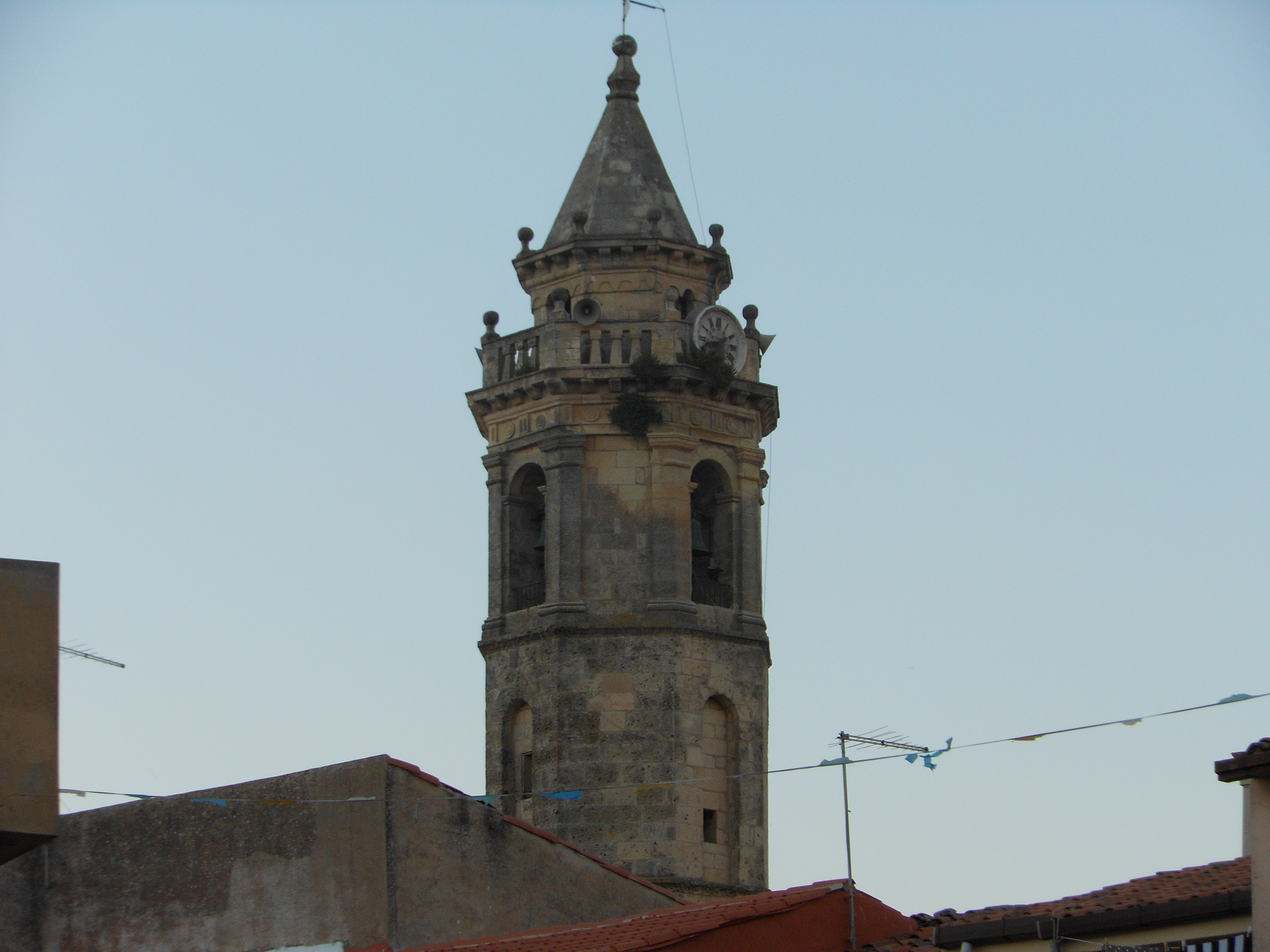